# Марімонт (Огайо)
Марімонт (англ. Mariemont) — селище (англ. village) в США, в окрузі Гамільтон штату Огайо. Населення — 3518 осіб (2020).

## Географія
Марімонт розташований за координатами 39°8′37″ пн. ш. 84°22′42″ зх. д. / 39.14361° пн. ш. 84.37833° зх. д. (39.143577, -84.378318).  За даними Бюро перепису населення США в 2010 році селище мало площу 2,31 км², з яких 2,24 км² — суходіл та 0,08 км² — водойми.

## Демографія
Згідно з переписом 2010 року, у селищі мешкали 3403 особи в 1443 домогосподарствах у складі 877 родин. Густота населення становила 1471 особа/км².  Було 1597 помешкань (690/км²).
Расовий склад населення:
| - 94,7 % — білих - 1,6 % — чорних або афроамериканців - 1,3 % — азіатів - 0,2 % — корінних американців - 0,1 % — вихідців з тихоокеанських островів |

До двох чи більше рас належало 1,7 %. Частка іспаномовних становила 1,6 % від усіх жителів.
За віковим діапазоном населення розподілялося таким чином: 28,2 % — особи молодші 18 років, 58,9 % — особи у віці 18—64 років, 12,9 % — особи у віці 65 років та старші. Медіана віку мешканця становила 36,6 року. На 100 осіб жіночої статі у селищі припадало 82,5 чоловіків;  на 100 жінок у віці від 18 років та старших — 77,0 чоловіків також старших 18 років.
Середній дохід на одне домашнє господарство  становив 128 021 долар США (медіана — 91 181), а середній дохід на одну сім'ю — 170 127 доларів (медіана — 116 613). Медіана доходів становила 74 097 доларів для чоловіків та 51 875 доларів для жінок. За межею бідності перебувало 2,4 % осіб, у тому числі 1,0 % дітей у віці до 18 років та 3,6 % осіб у віці 65 років та старших.
Цивільне працевлаштоване населення становило 1680 осіб. Основні галузі зайнятості: освіта, охорона здоров'я та соціальна допомога — 25,6 %, фінанси, страхування та нерухомість — 13,8 %, науковці, спеціалісти, менеджери — 12,3 %, виробництво — 11,9 %.